# (3144) Brosche
(3144) Brosche (1931 TY1) – planetoida z grupy pasa głównego asteroid okrążająca Słońce w ciągu 3,32 lat w średniej odległości 2,23 au. Odkryta 10 października 1931 roku.